# Cyclodina
Cyclodina é um gênero de lagartos da família Scincidae encontrados na Nova Zelândia.

## Espécies
- Cyclodina aenea
- Cyclodina alani
- Cyclodina lichenigera
- Cyclodina macgregori
- Cyclodina northlandi
- Cyclodina oliveri
- Cyclodina ornata
- Cyclodina whitakeri